# 林明昇
林明昇（1973年10月31日—），生於臺灣臺北市，企業家，為國產實業集團總裁林孝信的長子，曾任復興航空董事長。

## 生平
林明昇為林孝信的長子。從小在美國受教育，1995年畢業於喬治城大學商學院，2004年取得加州大學哈斯汀法學院法學博士學位。回臺灣後，最早進入國產實業集團工作。
2010年，接任復興航空董事長。

2014年，創立復興航空子公司威航。

2016年，威航、復興航空於三個月內接連宣布解散。

2019年，接任國產實業副董事長。

## 爭議事件

### 汽車肇事
2015年3月14日，在新北市平溪區，林明昇疑似駕駛汽車，違規雙黃線超車，造成當時騎重機的騎士撞上山壁摔倒。受害者為曾獲第22屆金曲獎最佳音樂錄影帶獎的導演徐筠軒。警方依車牌資料，傳喚車主林明昇到派出所說明。9月15日，臺北地檢署依《中華民國刑法》公共危險罪起訴林明昇。

### 挪用公司資金信託未公告
復興航空在2016年11月17日，以「消費者退票、退款」及「員工薪資、資遣費及退休金等」為信託目的，簽署二份金錢信託契約，信託財產金額各為新台幣6億元，合計12億元，且資金已移轉至該信託帳戶完畢，對公司股東權益影響甚鉅。但興航卻遲至11月22日才在公開資訊觀測站公告，其部分資產交付信託且未敘明信託目的與內容，情節重大，違反證券交易法第36條及證券交易法施行細則第7條有關簽訂重要契約，對公司財務、業務以及股東權益有重大影響者，應在事實發生之日起2日之內，將相關資訊辦理公告申報的規定。

林明昇因身為興航負責人，被開罰240萬元，即法條的最高罰鍰上限，應可說是10年以來因重訊未及時公告，最重的一次罰鍰。